# Gruppo Gamma
Il Gruppo Gamma fu un gruppo speciale di nuotatori d'assalto, all'interno della Xª Flottiglia MAS, durante la seconda guerra mondiale, 

## Storia

Un Operatore Gamma della Xª MAS.

Provenivano dalla Regia Marina italiana, dal Regio Esercito e dalla MVSN.
Addestrato in  segreto presso La Spezia, fu operativo dal settembre 1941, al comando da Angelo Belloni.
Questi incursori subacquei si resero protagonisti di vari attacchi, molti dei quali riusciti, alle forze navali alleate.
Tra i membri di questo gruppo, Eugenio Wolk, Luigi Ferraro (l'uomo che da solo ha affondato più navigli al mondo nelle operazioni ad Alessandretta e Mersina), Agostino Straulino, Francesco Pavone, Giorgio Baucer, Egil Khersi, Rodolfo Beuk e molti altri.
Molti di loro dopo l'8 settembre 1943 aderirono alla RSI, sempre nel gruppo Gamma, che fu titolato a Licio Visintini, al comando di Wolk, fino all'aprile 1945.